# Fins voetbalelftal in 1992
Het Fins voetbalelftal speelde in totaal negen interlands in het jaar 1992, waaronder drie wedstrijden in de kwalificatiereeks voor de WK-eindronde 1994 in de Verenigde Staten, die een voor een verloren werden. Bondscoach Jukka Vakkila nam afscheid na de nederlaag tegen Brazilië in april, en werd opgevolgd door Tommy Lindholm.

## Balans
| Wedstrijden | Wedstrijden | Wedstrijden | Wedstrijden | Doelpunten | Doelpunten | Doelpunten | Punten |
| Gespeeld    | Winst       | Gelijk      | Verlies     | Voor       | Tegen      | Saldo      | Punten |
| ----------- | ----------- | ----------- | ----------- | ---------- | ---------- | ---------- | ------ |
| 9           | 0           | 4           | 5           | 6          | 14         | –8         | 0.444  |

## Interlands
|                                                        |                     |       |                   |                                                                             |
| 12 februari Vriendschappelijk № 496 «onderlinge duels» | Turkije             | 1 – 1 | Finland           | Ocak Stadı, Adana Toeschouwers: 25.000 Scheidsrechter: Peter Dellwing (GER) |
| 12 februari Vriendschappelijk № 496 «onderlinge duels» | Orhan Çıkırıkçı 18' |       | 75' Juha Karvinen | Ocak Stadı, Adana Toeschouwers: 25.000 Scheidsrechter: Peter Dellwing (GER) |

|                                                     |                 |       |                   |                                                                              |
| 25 maart Vriendschappelijk № 497 «onderlinge duels» | Schotland       | 1 – 1 | Finland           | Hampden Park, Glasgow Toeschouwers: 9.275 Scheidsrechter: Anders Frisk (SWE) |
| 25 maart Vriendschappelijk № 497 «onderlinge duels» | Paul McStay 24' |       | 41' Jari Litmanen | Hampden Park, Glasgow Toeschouwers: 9.275 Scheidsrechter: Anders Frisk (SWE) |

|                                                     |                                        |       |                  |                                                                                           |
| 15 april Vriendschappelijk № 498 «onderlinge duels» | Brazilië                               | 3 – 1 | Finland          | Estádio José Fragelli, Cuiabá Toeschouwers: 20.050 Scheidsrechter: Joelmes da Costa (BRA) |
| 15 april Vriendschappelijk № 498 «onderlinge duels» | Bebeto 57' Bebeto 80' Paulo Sérgio 88' |       | 39' Jari Vanhala | Estádio José Fragelli, Cuiabá Toeschouwers: 20.050 Scheidsrechter: Joelmes da Costa (BRA) |

|                                                 |         |                                                               |           |                                                                                |
| 14 mei WK-kwalificatie № 499 «onderlinge duels» | Finland | 0 – 3                                                         | Bulgarije | Olympiastadion, Helsinki Toeschouwers: 8.602 Scheidsrechter: Dušan Colić (YUG) |
| 14 mei WK-kwalificatie № 499 «onderlinge duels» |         | 62' Krassimir Balakov 73' Emil Kostadinov 87' Emil Kostadinov |           | Olympiastadion, Helsinki Toeschouwers: 8.602 Scheidsrechter: Dušan Colić (YUG) |

|                                                   |                      |       |                                 |                                                                                 |
| 3 juni Vriendschappelijk № 500 «onderlinge duels» | Finland              | 1 – 2 | Engeland                        | Olympiastadion, Helsinki Toeschouwers: 16.101 Scheidsrechter: Bo Karlsson (SWE) |
| 3 juni Vriendschappelijk № 500 «onderlinge duels» | Ari Hjelm 27' (pen.) |       | 45' David Platt 62' David Platt | Olympiastadion, Helsinki Toeschouwers: 16.101 Scheidsrechter: Bo Karlsson (SWE) |

|                                                        |         |       |       |                                                                                               |
| 26 augustus Vriendschappelijk № 501 «onderlinge duels» | Finland | 0 – 0 | Polen | Pietarsaaren Keskuskenttä, Pietarsaari Toeschouwers: 3.000 Scheidsrechter: Finn Lambeck (DEN) |
| 26 augustus Vriendschappelijk № 501 «onderlinge duels» |         |       |       | Pietarsaaren Keskuskenttä, Pietarsaari Toeschouwers: 3.000 Scheidsrechter: Finn Lambeck (DEN) |

|                                                      |         |                          |        |                                                                                |
| 9 september WK-kwalificatie № 502 «onderlinge duels» | Finland | 0 – 1                    | Zweden | Olympiastadion, Helsinki Toeschouwers: 13.617 Scheidsrechter: Vadim Zhuk (BLR) |
| 9 september WK-kwalificatie № 502 «onderlinge duels» |         | 77' (pen.) Klas Ingesson |        | Olympiastadion, Helsinki Toeschouwers: 13.617 Scheidsrechter: Vadim Zhuk (BLR) |

|                                                       |                      |       |               |                                                                                |
| 7 november Vriendschappelijk № 503 «onderlinge duels» | Tunesië              | 1 – 1 | Finland       | Stade Tunisien, Tunis Toeschouwers: 8.000 Scheidsrechter: Rashid Medjiba (ALG) |
| 7 november Vriendschappelijk № 503 «onderlinge duels» | Mounir Boukadida ??' |       | ??' Ari Hjelm | Stade Tunisien, Tunis Toeschouwers: 8.000 Scheidsrechter: Rashid Medjiba (ALG) |

|                                                      |                                        |       |                    |                                                                                 |
| 14 november WK-kwalificatie № 504 «onderlinge duels» | Frankrijk                              | 2 – 1 | Finland            | Parc des Princes, Parijs Toeschouwers: 28.630 Scheidsrechter: Jozef Marko (TCH) |
| 14 november WK-kwalificatie № 504 «onderlinge duels» | Jean-Pierre Papin 18' Éric Cantona 31' |       | 54' Petri Järvinen | Parc des Princes, Parijs Toeschouwers: 28.630 Scheidsrechter: Jozef Marko (TCH) |

## Statistieken
| Olli Huttunen          | 1960-08-04 | FC Haka Valkeakoski  | 4 | 0 | 0 | 61 | 0 |
| Kari Laukkanen         | 1963-12-14 | Waldhof Mannheim     | 4 | 0 | 0 | 34 | 0 |
| Antti Niemi            | 1972-05-31 | HJK Helsinki         | 1 | 0 | 0 | 1  | 0 |
| Verdediging            |            |                      |   |   |   |    |   |
| Erik Holmgren          | 1964-12-17 | GAIS Göteborg        | 6 | 0 | 0 | 48 | 2 |
| Erkka Petäjä           | 1964-02-13 | Malmö FF             | 5 | 0 | 0 | 67 | 0 |
| Ilkka Remes            | 1963-07-29 | Kuusysi Lahti        | 5 | 0 | 0 | 34 | 1 |
| Ari Heikkinen          | 1964-04-08 | TPS Turku            | 4 | 1 | 0 | 32 | 0 |
| Anders Eriksson        | 1965-04-19 | RoPS Rovaniemi       | 4 | 0 | 0 | 4  | 0 |
| Jari Kinnunen          | 1966-09-12 | Kuusysi Lahti        | 3 | 1 | 0 | 4  | 0 |
| Petri Sulonen          | 1953-06-20 | TPS Turku            | 1 | 1 | 0 | 10 | 0 |
| Petri Helin            | 1969-12-13 | Ikast FS             | 1 | 0 | 0 | 1  | 0 |
| Aki Hyryläinen         | 1968-04-17 | HJK Helsinki         | 1 | 0 | 0 | 1  | 0 |
| Sami Hyypiä            | 1973-10-07 | MyPa-47 Anjalankoski | 0 | 1 | 0 | 1  | 0 |
| Mika Nurmela           | 1971-12-26 | FC Haka Valkeakoski  | 0 | 1 | 0 | 1  | 0 |
| Middenveld             |            |                      |   |   |   |    |   |
| Petri Järvinen         | 1965-05-09 | FC St. Pauli         | 7 | 0 | 1 | 16 | 3 |
| Marko Myyry            | 1967-09-15 | KSC Lokeren          | 7 | 0 | 0 | 45 | 2 |
| Jari Rinne             | 1964-05-04 | Kuusysi Lahti        | 4 | 1 | 0 | 15 | 0 |
| Markku Kanerva         | 1964-05-24 | IF Elfsborg          | 4 | 0 | 0 |    |   |
| Kari Ukkonen           | 1961-12-19 | Royal Antwerp FC     | 3 | 0 | 0 | 53 | 4 |
| Pasi Tauriainen        | 1964-10-04 | HJK Helsinki         | 2 | 3 | 0 |    |   |
| Jyrki Huhtamäki        | 1967-08-27 | MP Mikkeli           | 1 | 1 | 0 | 10 | 0 |
| Jouko Vuorela          | 1963-07-26 | HJK Helsinki         | 1 | 1 | 0 |    |   |
| Harri Nyyssönen        | 1965-11-15 | FC Haka Valkeakoski  | 0 | 3 | 0 | 5  | 0 |
| Jukka Ruhanen          | 1971-04-16 | MP Mikkeli           | 0 | 1 | 0 | 1  | 0 |
| Aanval                 |            |                      |   |   |   |    |   |
| Jari Litmanen          | 1971-02-20 | Ajax Amsterdam       | 7 | 0 | 1 |    |   |
| Ari Hjelm              | 1962-02-24 | FC St. Pauli         | 6 | 0 | 1 |    |   |
| Kimmo Tarkkio          | 1966-01-15 | GD Chaves            | 5 | 0 | 0 |    |   |
| Jari Vanhala           | 1965-08-29 | HJK Helsinki         | 4 | 4 | 1 | 8  | 1 |
| Mika-Matti Paatelainen | 1967-02-03 | Aberdeen FC          | 4 | 0 | 0 |    |   |
| Antti Sumiala          | 1974-02-20 | Ikast FS             | 2 | 0 | 0 | 2  | 0 |
| Ari Tegelberg          | 1963-04-21 | RoPS Rovaniemi       | 1 | 3 | 0 | 15 | 1 |
| Juha Karvinen          | 1966-09-26 | MP Mikkeli           | 1 | 0 | 1 |    |   |
| Saku Laaksonen         | 1970-08-08 | FC Jazz Pori         | 0 | 1 | 0 | 1  | 0 |
| Jukka Turunen          | 1964-01-29 | MyPa-47 Anjalankoski | 0 | 1 | 0 |    |   |

Finse voetbalbond · A-internationals · Bondscoaches · Statistieken · Fins vrouwenelftal · Olympisch elftal · Finland U21 · Finland U20 · Finland U19 · Finland U18 · Finland U17 · Finland U16
1911 – 1919 ·
1920 – 1929 ·
1930 – 1939 ·
1940 – 1949 ·
1950 – 1959 ·
1960 – 1969 ·
1970 – 1979 ·
1980 – 1989 ·
1990 – 1999 ·
2000 – 2009 ·
2010 – 2019 ·
2020 − 2029
EK 2020
OS 1912 ·
OS 1936 ·
OS 1952 ·
OS 1980
1911 · 
1912 · 
1913 · 
1914 · 
1915 · 1916 · 1917 · 1918 · 
1919 · 
1920 · 
1921 · 
1922 · 
1923 · 
1924 · 
1925 · 
1926 · 
1927 · 
1928 · 
1929 · 
1930 · 
1931 · 
1932 · 
1933 · 
1934 · 
1935 · 
1936 · 
1937 · 
1938 · 
1939 · 
1940 · 
1941 · 
1942 · 
1943 · 
1944 · 
1945 · 
1946 · 
1947 · 
1948 · 
1949 · 
1950 · 
1952 · 
1952 · 
1953 · 
1954 · 
1955 · 
1956 · 
1957 · 
1958 · 
1959 · 
1960 · 
1961 · 
1962 · 
1963 · 
1964 · 
1965 · 
1966 · 
1967 · 
1968 · 
1969 · 
1970 · 
1971 · 
1972 · 
1973 · 
1974 · 
1975 · 
1976 · 
1977 · 
1978 · 
1979 · 
1980 · 
1981 · 
1982 · 
1983 · 
1984 · 
1985 · 
1986 · 
1987 · 
1988 · 
1989 · 
1990 · 
1991 · 
1992 · 
1993 · 
1994 · 
1995 · 
1996 · 
1997 · 
1998 · 
1999 · 
2000 · 
2001 · 
2002 · 
2003 · 
2004 · 
2005 · 
2006 · 
2007 · 
2008 · 
2009 · 
2010 · 
2011 · 
2012 · 
2013 · 
2014 · 
2015 · 
2016 · 
2017 · 
2018 ·
2019 ·
2020
Albanië ·
Algerije ·
Andorra ·
Armenië ·
Azerbeidzjan ·
Bahrein ·
Barbados ·
België ·
Bermuda ·
Bolivia ·
Bosnië en Herzegovina ·
Brazilië ·
Bulgarije ·
Canada ·
Chili ·
China ·
Colombia ·
Costa Rica ·
Cyprus ·
Denemarken ·
DDR ·
(West-)Duitsland ·
Ecuador ·
Egypte ·
Engeland ·
Estland ·
Faeröer ·
Frankrijk ·
Georgië ·
Griekenland ·
Honduras ·
Hongarije ·
Ierland ·
IJsland ·
India ·
Irak ·
Israël ·
Italië ·
Japan ·
Jemen ·
Joegoslavië ·
Jordanië ·
Kameroen ·
Kazachstan ·
Koeweit ·
Kosovo ·
Kroatië ·
Letland ·
Liechtenstein ·
Litouwen ·
Luxemburg ·
Maleisië ·
Malta ·
Marokko ·
Mexico ·
Moldavië ·
Montenegro ·
Nederland ·
Noord-Ierland ·
Noord-Korea ·
Noord-Macedonië ·
Noorwegen ·
Oekraïne · 
Oman ·
Oostenrijk ·
Peru ·
Polen ·
Portugal ·
Qatar ·
Roemenië ·
Rusland ·
San Marino ·
Saoedi-Arabië ·
Schotland ·
Servië ·
Servië en Montenegro ·
Singapore ·
Slovenië ·
Slowakije ·
Sovjet-Unie ·
Spanje ·
Thailand ·
Trinidad en Tobago ·
Tsjechië ·
Tsjecho-Slowakije ·
Tunesië ·
Turkije ·
Uruguay ·
Verenigde Arabische Emiraten ·
Verenigde Staten ·
Wales ·
Wit-Rusland ·
Zuid-Korea ·
Zweden ·
Zwitserland
België (2021) · 
Denemarken (2021) · 
Rusland (2021)